# Avon Lake
Avon Lake é uma cidade localizada no estado norte-americano de Ohio, no Condado de Lorain.

## Demografia
Segundo o censo norte-americano de 2000, a sua população era de 18.145 habitantes. 
Em 2006, foi estimada uma população de 22.117, um aumento de 3972 (21.9%).

## Geografia
De acordo com o United States Census Bureau tem uma área de 28,8 km², dos quais 28,8 km² cobertos por terra e 0,0 km² cobertos por água.

## Localidades na vizinhança
O diagrama seguinte representa as localidades num raio de 12 km ao redor de Avon Lake. 